# نورثروب فراي
هيرمان نورثروب فراي (14 يوليو 1912 - 23 يناير 1991) ناقد ومنظّر أدبي كندي، زميل الجمعية الملكية الكندية وحاصل على وسام كندا، ويُعدّ أحد أكثر الكتاب تأثيرًا في القرن العشرين.
أكسبه كتابه التناسق المخيف (1947) شهرة عالمية، وساهم الكتاب في إعادة تفسير أعمال وليم بليك الشعرية. تستند شهرته المستمرة، في المقام الأول، إلى نظرية النقد الأدبي التي ظهرت في كتاب تشريح النقد (1957)، أحد أهم أعمال النظرية الأدبية التي نُشرت في القرن العشرين. علّق الناقد الأمريكي هارولد بلوم على الكتاب وقت إصداره، قائلًا إنه جعل فراي بمثابة «طالب الأدب الغربي الطليعي الذي لا يزال على قيد الحياة». استمرت إسهامات فراي في النقد الاجتماعي والثقافي طيلة مسيرته الطويلة، وحصل أثناءها على العرفان والاعتراف واسعي الانتشار، والكثير من الأوسمة ودرجات الشرف.

## سيرته

### النشأة وتعليمه
وُلد فراي في شيربروك بمقاطعة كيبك الكندية، لكنه ترعرع في مونكتون ضمن مقاطعة نيو برونزويك، وهو الابن الثالث لهيرمان إدوارد فراي وكاثرين مود هاورد. توفي شقيقه الأكبر هاورد في الحرب العالمية الأولى، وكان له شقيقة اسمها فيرا، وهو ابن خال العالمة ألما هاورد أيضًا. رحل فراي إلى تورنتو كي ينافس في مسابقة الكتابة الوطنية عام 1929. التحق بجامعة فيكتوريا (كلية فيكتوريا سابقًا) في تورنتو كي يحصل على درجة بكالوريوس في الفلسفة، وعمل هناك محررًا في جريدة الجامعة الأدبية، واسمها أكتا فيكتوريانا. درس فراي علم اللاهوت في كلية إيمانويل (كانت إحدى الأجزاء المكونة لجامعة تورنتو، كحال كلية فيكتوريا). تولى فراي منصب رئيس أخوية طلابية في ساسكاتشوان لفترة قصيرة، ثم أُلزم بشغل هذا المنصب لصالح كنيسة كندا الموحدة. درس لاحقًا في كلية ميرتون في جامعة أكسفورد، فكان أمين سرّ نادي بودلي وأحد أعضائه، قبل عودته إلى جامعة فيكتوريا حيث أمضى بقية مسيرته المهنيّة.

### مسيرته المهنية والكتابية
اكتسب فراي شهرةً دولية بعد إصدار كتابه التناسق المخيف عام 1947. كانت أشعار وليم بليك الروحانية غير مفهومة إلى حدّ كبير، واستمرّت هكذا حتى نشر كتاب فراي، حتى أنّ البعض عدّها ثرثرة ضلالية. وجد فراي في أشعار بليك نظام استعارةٍ مشتقٍ من ملحمة الفردوس المفقود والكتاب المقدس. فجسّدت دراسة شعر بليك إسهامًا كبيرًا في هذا المجال، فضلًا عن وضع موجزٍ لدراسة الأدب بطريقة مبتكرة أثرّت تأثيرًا عميقًا على دراسة الأدب عمومًا. كان لفراي تأثيرٌ هائل على هارولد بلوم ومارغريت أتوود وآخرين.
عمل فراي أستاذًا جامعيًا في جامعة هارفارد بين عامي 1974 و1975، أما منصبه الأساسي فهو أستاذ جامعي في جامعة تورنتو، ثم أصبح مستشارًا في كلية فيكتوريا ضمن جامعة تورنتو.
تجسست وكالة الاستخبارات على فراي، وهي وكالة تابعة إلى شرطة الخيالة الكندية الملكية، فراقبت مشاركته في الحركة المناهضة لحرب فيتنام، وفي منتدى أكاديمي عن الصين، وراقبت أيضًا نشاطه لإنهاء نظام الأبارتيد في جنوب إفريقيا.

### حياته العائلية
تزوّج فراي هيلين كيمب سنة 1937، وهي معلّمة ومحررة وفنانة. توفيت الزوجة في أستراليا أثناء مرافقته في جولة لإلقاء المحاضرات. تزوّج فراي إليزابيث براون بعد مرور عامين على وفاة زوجته الأولى في عام 1986. توفي فراي سنة 1991، ودُفن في مقبرة ماونت بليزانت، الواقعة في تورنتو، ضمن مقاطعة أونتاريو.

## إسهامه في النقد الأدبي
ساهمت المعارف التي استنبطها فراي من دراسة أعمال بليك في وضعه على المسار النقدي، وجسّدت أيضًا إسهاماته في النقد الأدبي والنظرية الأدبية. كان فراي أول ناقد يسلّم بنظرية النقد المنهجية، فـ«صاغ تعقيبًا موحدًا على نظرية النقد الأدبي» (البنية المستعصية 160) حسب قوله، لذا يُعد فراي مسؤولًا عن صياغة منهج النقد. وسّع فراي تلك النظرية الموحدة ووضحها بالتفصيل، مستوحيًا من عمله المتعلّق بشعر بليك، بعد عشرة سنوات من إصدار التناسق المخيف، وجاءت تلك النظرية الموسعة في كتابه تشريح النقد (1957). ذكر فراي أن عمله محاولةٌ «لاستعراض نطاق، ونظرية، ومبادئ، وتقنيات النقد الأدبي استعراضًا شاملًا» (تشريح 3). تساءل أيضًا عن «إمكانية اعتبار النقد علمًا وفنًا في الآن ذاته» (7)، لذا بدأ مسعاه الذي شغل الفترة المتبقية من مسيرته المهنية -وهو جعل النقد «مجالًا دراسيًا مترابطًا، يدرّب المخيّلة بانتظام وكفاءة مثلما تدرّب العلوم الأخرى العقل المنطقي» (هاملتون 34).

### النقد بصفته علمًا
يوجز إيه. سي. هاملتون، في نورثروب فراي: تشريح أسلوبه النقدي، افتراض ترابط النقد الأدبي والنتائج الهامة المترتبة على ذلك. يفترض فراي مسبقًا، وفي المقام الأول، أن النقد الأدبي منهج بحد ذاته، وهو منفصل عن الأدب. ويدّعي، إلى جانب جون ستيوارت ميل، أن «الفنان… لا يُصغى إليه، بل يُستمع إليه من دون قصد»، ويؤكد فراي أن:
القاعدة البديهية في النقد ليست جهل الشاعر بما يتحدث عنه، بل عجزه عن التحدث عما يعرفه. فالدفاع عن حق النقد بالوجود أساسًا يقتضي اعتبار النقد بنيةً فكرية ومعرفة موجودة في حدّ ذاتها، فضلًا عن امتلاكها معيارًا من الاستقلال عن الفن الذي تعالجه إلى حدّ ما (تشريح 5).
يُعدّ «إعلان الاستقلال» هذا معيارًا ضروريًا في نظر فراي. فيضع هذا الترابط تشريحَ النقد، والحاجة إلى القضاء على مفهوم النقد بصفته «شكلًا طفيليًا من التعبير الأدبي... وتقليدًا ثانويًا للقوة الإبداعية» (تشريح 3)، في حالة توتر ديناميكي مع الحاجة إلى تكامل هذا التشريح باعتباره فرعًا معرفيًا. يرى فراي أن هذا النوع من الترابط والتكامل النقدي يستلزم امتلاك جسد معرفي للنقد المستقل عن الأدب -والمقيّد به في الآن ذاته، ويقول إن «النقد، إن وجد، فهو استعراضٌ للأدب وفق أحكام الإطار المفاهيمي المستمد من مسحٍ استقرائي للمجال الأدبي» (تشريح 7).

### الإطار المفاهيمي للأدب في نظر فراي
يرفض فراي، في سعيه لتكامل النقد، ما أطلق عليه مصطلح المغالطة الحتمية، ويعرّفها بأنها حركة «الباحث ذي الاهتمام الخاص بالجغرافيا أو الاقتصاد من أجل التعبير … عن هذا الاهتمام عبر صورة بلاغيةٍ تضع مجال دراسته المفضل في علاقة سببية مع أي مجالٍ آخر يثير اهتمامه بصورة أقل» (تشريح 6). وهكذا، يُعدّ هذا النوع من النقد «بديلًا عن النظرة النقدية للنقد»، وذلك عبر ربط النقد بإطار عمل خارجي بدلًا من تحديد إطار النقد ضمن الأدب. «يعني التكامل النقدي، في نظر فراي، ضرورة تخلّص بديهيات ومسلمات النقد… من الفن الذي تعالجه» (تشريح 6).

بدأت منهجية فراي في تعريف إطار العمل المفاهيمي بصورة استقرائية، مسترشدًا بأعمال أرسطو، عبر تعقّب النظام الطبيعي والانطلاق من الحقائق الأولية» (تشريح 15). الحقائق الأولية، في هذه الحالة، هي الأعمال الأدبية بحد ذاتها. فما الذي كشفه فراي في مسحه الاستقرائي لتلك الحقائق؟ يبدو أن تلك الحقائق كشفت «نزعة عامةً من طرف الكلاسيكيين الكبار إلى الصيغ البدائية» (تشريح 17). دفعه هذا الكشف إلى اتخاذ خطوته التالية، أو ما يُعرف بـ«القفزة الاستقرائية»:
أرى أن الوقت مناسبٌ لانتقال النقد إلى أرضية جديدة، تتيح له اكتشاف الصيغ المنظمة لإطار العمل المفاهيمي، أو الصيغ التي تتضمن هذا الإطار. يبدو أن النقد في حاجةٍ ماسة إلى مبدأ تنسيقي، أي فرضية مركزية تنظر إلى الظواهر التي تعالجها باعتبارها جزءًا من الكل، مثل نظرية التطور في علم الأحياء. (تشريح 16).